# Летбриджский университет
Летбриджский университет (англ. University of Lethbridge) — канадский университет в Летбридже, провинция Альберта.
Основан в 1967 году. Включает 6 факультетов (искусств и науки, образования, изящных искусств, медицинских наук, менеджмента, последипломный).
Предлагает более 150 бакалаврских и 60 магистерских программ.
На 2015 год более 8 тыс. учащихся. Более 40 тыс. выпускников.